# Pagadebit
Pagadebit, Pagadebito, Pagadebiti oder Paga Debit sind Synonyme für italienische, französische und jugoslawische Rebsorten und stehen im Italienischen für „zahlt seine Schulden“ oder „Schuldenzahler“. Die Rebsorten-Datenbank VIVC verzeichnet einige Einträge dazu.
Folgende Rebsorten sind u. a. auch unter einem dieser Synonyme bekannt:
1. Biancone (Syn. Pagadebiti di Porto S. Stefano)
2. Bombino Bianco (Syn. Pagadebit oder Pagadebiti)
3. Montonico Bianco (Syn. Pagadebit)
4. Mostosa (Syn. Pagadebit, Pagadebito oder Pagadebito Gentile)
5. Passerina (Syn. Pagadebito)
6. Plavac Mali Crni (Syn. Pagadebit Mali, Pagadebit Crni, Pagadebit Zelenjak, Pagadebit Veliki, Pagadebit Pravi)
7. Rollo (Syn. Pagadebit, Pagadebiti, Pagadebito, Pagadebit Bijeli)